# Valence (Tarn i Garonna)
Valence – miejscowość i gmina we Francji, w regionie Oksytania, w departamencie Tarn i Garonna.
Według danych na rok 1990 gminę zamieszkiwało 4901 osób, a gęstość zaludnienia wynosiła 365 osób/km² (wśród 3020 gmin regionu Midi-Pireneje Valence plasuje się na 59. miejscu pod względem liczby ludności, natomiast pod względem powierzchni na miejscu 859.).